# گان لنسای
گان لنسای (۱۰ نوامبر ۱۹۲۰ در پوروو، فنلاند – ۱۵ مارس ۲۰۱۳ در هلسینگور، دانمارک)، مجسمه‌ساز فنلاندی متعلق به جمعیت سوئدی-زبان فنلاند بود.

## پیشینه
گان لنسای اولین مجسمه خود را در ۱۳ سالگی در سال ۱۹۳۴ ساخت. او در سال ۱۹۳۹ در آکادمی هنر آتنیوم در هلسینکی برای آموزش بیشتر در زمینه مجسمه‌سازی و سرامیک پذیرفته شد، که ادامه آن با شروع جنگ زمستان متوقف شد.
لنسای در سال ۱۹۴۲ با اورلیو لانسای ازدواج کرد و در سال ۱۹۵۲ با او و چهار فرزندش به سن ایسیدرو در آرژانتین نقل مکان کردند، جایی که معلم جدیدی در مجسمه‌سازی بنام اسدراس جیانلا (۱۹۱۶–۲۰۱۰) پیدا کرد.

## بازگشت به اسکاندیناوی
لنسای در بازگشت به اسکاندیناوی در سال ۱۹۵۵ پس از سقوط پرون، مجسمه‌سازی را در یوتبری از سر گرفت. او در فیگورهای کودکان، پرتره‌های گچی و خلق برخی مجسمه‌های برنزی تخصص داشت.
او از سال ۱۹۶۸ به‌طور منظم در سوئد، فنلاند، کانادا و دانمارک، در سال ۱۹۷۲ در فنلاند و کانادا نمایشگاه برگزار کرد. در سال ۱۹۷۶ او یک نمایشگاه انفرادی در اتاوا داشت که در آن مجسمه، گرافیک و آبرنگ به نمایش گذاشت. آخرین نمایشگاه وی در سال ۲۰۱۳ یک هفته قبل از مرگ ناگهانی‌اش در اثر نارسایی قلبی و ذات‌الریه برگزار شد.
لنسای خواهرزاده معمار و هنرمند هری رونهولم فنلاند بود.